# SCO
SCOは、コンピュータ業界のブランド名である。2001年にSCOブランドは旧SCO社から離れ、直接関係のない別会社が（新）SCO社となった。2社とも本項で説明する。
- 旧SCO - The Santa Cruz Operation, Inc.（サンタクルーズ・オペレーション）。2001年にSCOブランドを売却し、Tarantella Inc.（タランテラ社）と社名変更した。
- （新）SCO - The SCO Group, Inc（SCOグループ）。旧Caldera Systems, Inc.（カルデラ）社が、2001年にSCOブランドを旧SCO社より購入して社名変更した。現在はSCOとは通常こちらを指す。

## The Santa Cruz Operation, Inc.
1979年に創立。社名のサンタクルーズとは、アメリカ合衆国カリフォルニア州にある都市名に由来する。
1983年、マイクロソフトと共同で開発したインテルx86プロセッサ向けのUNIX実装であるSCO Xenix System VをAT&Tのライセンス下でリリースした。
1991年、Open Desktopの漢字バージョン「漢字Open Desktop」(80386/80486をCPUとして搭載したパーソナルコンピュータ上で動作するSCO UNIX SystemV/386 Release3.2にグラフィカルユーザインターフェイスのOSF/Motifを装備した統合化UNIXを日本語化したもの)を開発、OEM提供を開始した。日本電気株式会社は、PC-9800シリーズ向けに Open Desktopを移植した「PC-UX/V (Rel3.2)」を発売。
1995年、当時AT&TのUNIXの資産を入手していたノベルからUNIXの権利とUnixWareビジネスを譲り受け、以後UNIXのライセンサとなる。
2001年、UNIX資産の全てとSCOブランドの権利を Caldera Systems, Inc.に売却、社名もTarantella Inc.に改称。

## The SCO Group, Inc.
The SCO Group, Inc.（SCOグループ）は、アメリカ合衆国ユタ州に本拠を置くソフトウェア企業である。
1994年 元ノベルの社員が、カルデラ社 (Caldera Inc.) としてユタ州で創立。Linuxディストリビューションの一つであるThe Caldera Network Desktop、MS-DOS互換のDR-DOSなどを販売していた。
1998年にCaldera Systems,Inc.を設立し、ビジネス向けLinux市場に参入。組み込み向けLinuxとDR-DOSの部門を分社化し、Caldera SystemsをNASDAQに上場。
2001年5月7日、株式上場で得た資金をもとに、オープンLinuxビジネス戦略の一環としてThe Santa Cruz Operation,Inc.（現在の Tarantella Inc. ）からUNIX資産とSCOブランドを買収。以後UNIXの諸権利を所有していると主張している。
2002年8月26日、オープンLinux戦略の行き詰まりから既存ブランドの有効活用としてCaldera International,Inc.からThe SCO Group,Inc.への改称を発表した。Solaris,HP-UXなどUNIXのライセンスはSCOとのライセンス契約により配付され、SCO UNIXと言われる、インテルプロセッサで動くUNIXシステムを販売している。
2007年9月14日、SCOグループは米国連邦倒産法第11章の適用申請を行った。
2009年1月 SCOグループはUNIX事業とモバイル事業を競売にかける計画を表明した。

### 日本SCO株式会社
日本SCO株式会社は、 The SCO Group, Inc. の日本法人である。
2001年5月31日にカルデラ株式会社として設立。
2003年1月1日、親会社の改称に合わせ現在の商号に変更した。

### Linuxをめぐる裁判
2003年3月7日、SCOグループはIBMがSCO社のUNIXコードに基づく機能をLinuxに不正に組み込んだとして同社を提訴し、後にIBMのUNIXであるAIXに対するライセンス契約を破棄した。IBMもこれに対し反訴した。
SCOはIBM以外にもLinuxのディストリビュータやエンドユーザにも自社の権利に基づくライセンス料の支払いを要求するなどし、これに怒ったLinuxの熱狂的な支持者からと思われるDDos攻撃を受けたり、ウェブサイトを改ざんされたりした。しかしこのことがオープンソースの権利問題に関して一石を投じた形になった。
しかしながら、旧サンタクルズオペレーション社とノベルとの契約ではUNIX資産がノベルから完全には譲渡されていなかったとされ、このため現SCOの所有するUNIXに関する権利の範囲が問題となり、Linuxにおける裁判の焦点のひとつになった。
同社は証拠の提出を渋り、GPLを無効と主張するなどしたために、2006年11月30日に訴訟事由の根拠なしと判断されて主張の大半が棄却された。さらに2007年8月10日にユタ州連邦裁判所は「UNIXの著作権はノベルにある」との判決を下した。しかし2009年8月の控訴審では、地裁判決を覆し「UNIXの著作権はSCOにある」との判決が下された。2010年3月の連邦地裁での陪審員裁定において、再度UNIXの著作権はノベルにあるとされた。2010年6月、結審をうけて、ノベルは訴訟で勝利したと発表した。